# Mansa pulchricornis
Mansa pulchricornis är en stekelart som beskrevs av Tosquinet 1903. Mansa pulchricornis ingår i släktet Mansa och familjen brokparasitsteklar. Inga underarter finns listade i Catalogue of Life.